# Offset (rapper)
Kiari Kendrell Cephus (n. 14 decembrie 1991, Lawrenceville⁠(d), Georgia, SUA), cunoscut profesional ca Offset, este un rapper și compozitor american. Este membru al trio-ului de muzică hip hop și trap, Migos, alături de vărul său Quavo și vărul său, Takeoff. De asemenea, este un investitor în organizația de sporturi FaZe Clan. Comentând investiția a spus că „Îmi plac jocurile și e-sporturile sunt viitorul”, a declarat Cephus într-un comunicat.El a apărut în două videoclipuri FaZe Clan pe YouTube.

## Carieră
Membrii Migos au fost crescuți în districtul suburban din Gwinnett, Georgia. În 2008, Offset a format Migos cu Quavo și Takeoff. Offset este vărul lui Quavo, iar Quavo este unchiul lui Takeoff. Cei trei au crescut împreună în districtul Gwinnett, o zonă în partea suburbană, lângă Atlanta.Migos a câștigat inițial recunoașterea în urma lansării single-ului lor „Versace” din 2013.În 2015, trio-ul și-a lansat albumul de studio Yung Rich Nation de debut.
În 2017, single-ul lor „Bad and Boujee” a devenit un fenomen pe Internet, născând multe glume cu versurile „rain drop, drop top”, care au fost interpretate de Offset.Piesa a atins punctul 1 în topul american Billboard Hot 100. În 2017, trio-ul a lansat cel de-al doilea album de studio, Culture, care a debutat la numărul unu pe tabloul american Billboard 200. În afară de Migos, Offset a lansat muzică solo și a colaborat cu numeroși artiști.  În iunie 2017, el a fost prezentat pe single-ul „No Complaints” al lui Metro Boomin alături de Drake, care a atins numărul 71 pe Billboard Hot 100.Offset ar lansa în cele din urmă un album de studio de colaborare cu rapperul 21 Savage și producătorul de discuri Metro Boomin, intitulat „Without Warning”. Albumul a fost lansat pe 31 octombrie 2017 și a debutat pe numărul 4 pe tabelul Billboard 200.Aceasta a creat piesa de succes "Ric Flair Drip", primul single de platină solo al lui Offset și cea mai mare intrare în topul US Billboard Hot 100 până în prezent. Pe 22 februarie 2019, a lansat primul său album solo Father of 4.Albumul a prezentat single-ul, "Clout", cu Cardi B, pe vârful top 40 din Hot 100 la numărul 39.

## Controverse
În ianuarie 2018, Offset a fost criticat pentru că a cântat o linie care include versurile „I cannot vibe with queers” în colaborarea din Boss Life cu YFN Lucci. După ce lirica a fost înțeleasă ca homofobă, și-a cerut scuze spunând că nu intenționează ca utilizarea sa a termenului „queer” să fie direcționată către comunitatea LGBT. Soția sa, Cardi B, a spus că Offset nu știa că termenul "queer" are o istorie homofobă.El a menționat că a presupus că lirica folosea definiția „queer” care este definită ca excentrică și ciudată.

## Viață personală
În 2017, Offset a început să se întâlnească cu rapperul american Cardi B. La 27 octombrie 2017, el a cerut-o de soție în cadrul unui spectacol live la Power 99's Powerhouse din Philadelphia, Pennsylvania. Pe 7 aprilie 2018, Cardi B a dezvăluit la Saturday Night Live că cei doi își așteaptă primul copil.Offset este tatăl a patru copii: fii Jordan și Kody și fiica Kalea din relații mai vechi și o fiică cu Cardi B, numită Kulture Kiari Cephus, născută la 10 iulie 2018.
Cardi B și Offset s-au căsătorit în privat pe 20 septembrie 2017. Pe 5 decembrie 2018, Cardi B a anunțat pe Instagram că ea și Offset s-au despărțit. Acest lucru s-a întâmplat după ce Cephus ar fi înșelat-o pe Cardi. Ulterior, aceștia s-au împăcat.

### Probleme legale
Atunci când Migos s-au făcut remarcați în 2013, Offset a fost încarcerat în închisoarea din districtul DeKalb din Georgia pentru că a încălcat probația din cauza condamnărilor penale anterioare pentru furt. Pe 18 aprilie 2015, autoritățile au oprit un concert Migos din Georgia Southern University și au arestat toți cei trei membri ai grupului, precum și mai mulți membri ai anturajului lor.Lui Offset i s-a refuzat legătura și a fost acuzat de deținerea unui narcotic nespecificat din Schedule II, deținerea de marijuana, deținerea unei arme de foc într-o zonă de siguranță școlară și deținerea unei arme de foc în timpul săvârșirii unei infracțiuni. La 2 mai 2015, Offset, în timp ce era în arest, a fost acuzat de incitarea unei revolte într-o unitate penală după ce a atacat un alt deținut, provocând vătămări grave.  Într-o audiere  în fața judecătorului Curții Superioare a districtului Bulloch, John R. Turner, la 8 mai 2015, lui Offset i s-a refuzat în mod oficial plata pe cauțiune pe baza antecedentelor sale penale, precum și lupta din închisoare. În timpul audierii, doi membri ai anturajului Migos au fost, de asemenea, refuzați cauțiunii în timp ce alți patru li s-au acordat cauțiuni și le-au fost interzise să se întoarcă în districtul Bulloch, ca condiție a eliberării lor. 
Judecătorul Turner i-a îndrumat pe cei patru care au fost eliberați să nu ia contact cu nimeni implicat în caz. Avocatul lui Offset a susținut că trio-ul a fost arestat pe nedrept de către forțele de ordine și că ofițerii nu au reușit să demonstreze proprietatea armelor de foc și a drogurilor ilicite găsite în cele două autoutilitare. Procuratura a răspuns că forțele de ordine au fost prezente la concertul pentru siguranța studenților și a publicului larg din cauza istoriei violenței lui Migos. La auzirea deciziei, Offset a strigat înjurături în timp ce a fost escortat din sala de judecată. După opt luni în arest, Offset a fost eliberat pe 4 decembrie 2015, după ce a acceptat un acord de pledoarie de la Alford. Acordul a renunțat la acuzațiile legate de armă, droguri și bandă, în schimbul plângerii vinovate de a incita o revoltă într-o unitate penală, a plătit o amendă de 1.000 de dolari, a executa cinci ani de probațiune și a fost interzis din districtele Bulloch, Effingham, Jenkins și Screven. La 17 martie 2016, Offset a fost arestat pentru conducerea cu permisul suspendat, dar a fost eliberat a doua zi, fără a avea acuzații. Pe 23 aprilie 2019, Offset s-a confruntat cu o acuzație de infracțiune pentru deținerea a trei arme de mână și deținerea de droguri dintr-o arestare anterioară din iulie 2018.

## Discografie

### Albume:
- Father of 4 (2019)

### Albume colaborative:
- Without Warning (cu 21 Savage și Metro Boomin) (2017)